# Lông máu
Lông máu (tiếng Anh:Blood feather), đôi khi được gọi là pin feather là một dạng lông đang phát triển trên một con chim và có một nguồn cung cấp máu chảy qua nó.
Lông này có thể phát triển như một chiếc lông mới trong giai đoạn trứng của chim, hoặc phát triển để thay thế một từ lần thay lông. Nếu lông máu bị hư hỏng, một con chim có thể chảy máu rất nhiều. Khi lông máu mọc dài hơn, nguồn cung cấp máu chỉ tập trung ở chân của lông, và đầu của lông, trong lớp phủ sáp. Khi máu được rút đi, thuật ngữ "blood feather" không còn đồng nghĩa với "pin feather" nữa - nó chỉ có thể được gọi là "pin feather".

## Chăm sóc thú cưng
Trong thời gian thay lông, một con chim có thể bất cẩn và bắt đầu nhai lông của nó và có thể vô tình làm hỏng lông máu. Để ngăn chặn điều này, việc cần làm đó là đưa cho chim đồ chơi nhai để nó không nhai lông của mình. Lông máu rất nhạy cảm, và một số loài chim đóng vai trò là thú cưng không thích được xử lý giúp trong khi thay lông là vì lý do này.
Để ngăn chảy máu từ lông vũ cho thú cưng, việc cần phải thực hiện là nhổ lông từ phía dưới chân lông. Việc chảy máu phải được chăm sóc càng sớm càng tốt để ngăn ngừa quá nhiều mất máu. Tuy nhiên, điều này có thể khó khăn cho một chủ sở hữu chim thú cưng để thực hiện trên một con chim có kích thước lớn. Vì vậy, chủ sở hữu được khuyến cáo cần có các công cụ cần thiết như một bộ sơ cứu. Nếu cần hỗ trợ, chim nên được đưa đến bác sĩ thú y càng sớm càng tốt.